# Maria Hilf (Klobenreuth)
Die römisch-katholische Ortskapelle Maria Hilf liegt in dem Ortsteil Klobenreuth von Kirchendemenreuth. Sie gehört zur Expositur Kirchendemenreuth, die heute gemeinsam mit der Pfarrei St. Pankratius von Parkstein aus verwaltet wird.

## Geschichte
Die Mariahilfkapelle wurde 1873 errichtet; gestiftet hat sie der Bauer Michael Hauser vom abgekommenen Anwesen „beim Treml“. Vor dem Kapellenbau war bereits ein Glockenturm auf dem Bauernhof. Errichtet wurde die Kapelle von dem Maurermeister Bauer aus Neustadt an der Waldnaab, der dafür am 20. Mai 1873 einen Plan gefertigt hatte, der ohne Einwendungen von den Bürgern genehmigt wurde. Der damalige Pfarrer Mathias Pöllmann hatte es aber verabsäumt, das Bischöfliche Ordinariat in Regensburg von dem Kapellenbau zu unterrichten, der Bau war nur dem Königlichen Bezirksamt Neustadt zur Genehmigung vorgelegt worden; dieses Versäumnis konnte erst nach einem umfänglichen Briefwechsel mit dem Ordinariat 1883 aufgelöst werden. Die neun katholischen Hofbesitzer von Klobenreuth hatten sich im Zuge der Auseinandersetzung verpflichtet, die neu erbaute Kapelle für „immerwährende Zeiten zu unterhalten“.
Die erste Heilige Messe wurde hier erst 1938 von Pfarrer Michael Schaumberger gefeiert. Er erhielt auch die Genehmigung, drei bis vier Mal pro Jahr hier eine Messe abzuhalten und er durfte vor der ersten Messe die Kapelle benedizieren.

## Baubeschreibung
Die Kapelle ist ein Steildachbau. Sie ist dreiseitig geschlossen, an der Stirnseite befindet sich ein Eingangsportal aus Granit. Die Kapelle wird mit einem wuchtigen, turmartigen Dachreiter in Pyramidenform mit einem Knickhelm gekrönt.

## Ausstattung
Der Altar ist von einem Schreiner namens Michael Näger aus Premenreuth (heute ein Ortsteil von Reuth bei Erbendorf) errichtet worden. Da sich dieser auch mit Holzschnitzereien beschäftigte, ist anzunehmen, dass auch die vier Altarfiguren von ihm stammen (zwei männliche und zwei weibliche Figuren, die mit Ausnahme der hl. Barbara, nicht eindeutig zu identifizieren sind). Das Altarbild soll eine Kopie des Maria-Hilf Bildes von Lucas Cranach der Ältere sein.
Die Ortsgemeinde hatte auch einen Kreuzweg angekauft, der das Missfallen des Regensburger Ordinariats hervorgerufen hatte und der „für den kirchlichen Gebrauch für ungeeignet“ bezeichnet wurde. Die Bilder sind im Nazarener-Stil gemalt, er konnte erst 1933 durch den Pfarrer Georg Bayer aus Altenstadt geweiht werden. Die Bilder wurden 1993 restauriert, womit sich die Vorhersage des Ordinariats, dass „die vorgelegten Stationen nur sehr kurze Dauer haben werden“ widerlegt hat.

## Glocken
Die Kapelle war anfangs mit einer Glocke, die vermutlich noch vom Tremlhof stammte, ausgestattet. Die Klobenreuther konnten im Ersten Weltkrieg die Glocke verstecken und vor dem Einschmelzen bewahren, jedoch im Laufe des Zweiten Weltkrieges wurde sie für Kriegszwecke abgenommen. 1947 wurden zwei neue Glocken, die von einer Glockengießerei aus Westfalen gefertigt wurden, angeschafft. Die größere, 80 kg schwere Glocke ist der Muttergottes geweiht, diese läutet täglich drei Mal zum Angelusgebet. Die kleinere, 55 kg schwere Glocke ist den Armen Seelen gewidmet und wird als Sterbeglocke verwendet. 1984 wurde ein elektrisches Läutwerk eingebaut.